# 塔奈-勒蒙迪约
塔奈-勒蒙迪约（法語：Tannay-le-Mont-Dieu，發音：[tanɛ lə mɔ̃ djø]）是法国阿登省武济耶区的一个市镇，于2025年1月1日由原市镇塔奈和勒蒙迪约合并而成，行政中心位于塔奈。
塔奈-勒蒙迪约是一个新市镇，两个原市镇为该新市镇的委派市镇。

## 地理
塔奈-勒蒙迪约（49°31'36"N, 4°49'58"E）面积32.76 平方千米，位于法国大東部大區阿登省，该省份为法国北部内陆省份，西接埃纳省，南至马恩省，东临默兹省，北与比利时接壤。
与塔奈-勒蒙迪约接壤的市镇（或旧市镇、城区）包括：阿尔泰斯勒维维耶、拜龙埃塞桑维龙、巴尔河畔贝尔维尔和沙蒂永、拉讷维尔阿迈尔、大阿尔穆瓦斯、小阿尔穆瓦斯、索维尔、斯托讷、锡村、旺德雷斯。
塔奈-勒蒙迪约的时区为UTC+01:00、UTC+02:00（夏令时）。

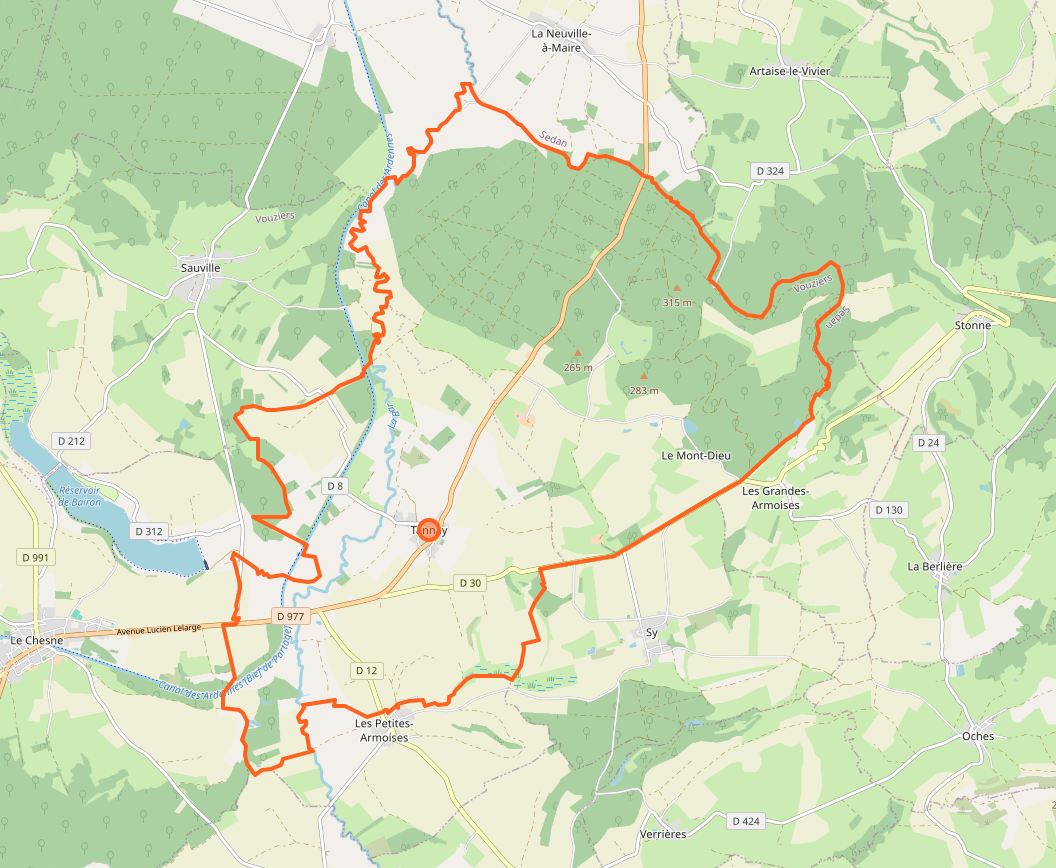
塔奈-勒蒙迪约的OSM定位图

## 行政
塔奈-勒蒙迪约的邮政编码为08390，INSEE市镇编码为08439。

## 政治
塔奈-勒蒙迪约所属的省级选区为武济耶县。

## 人口
塔奈-勒蒙迪约于2022年1月1日时的人口数量为162人。